# Brysma atra
Genre
Espèce
Brysma atra, unique représentant du genre Brysma, est une espèce d'opilions laniatores de la famille des Trionyxellidae.

## Distribution
Cette espèce est endémique du Tamil Nadu en Inde. Elle se rencontre vers Kodaikanal.

## Description
La femelle holotype mesure 5 mm.

## Publication originale
- Roewer, 1935 : « Alte und neue Assamiidae. Weitere Weberknechte VIII (8. Ergänzung der "Weberknechte der Erde" 1923). » Veröffentlichungen aus dem Deutschen Kolonial- und Übersee-Museum in Bremen, vol. 1, no 3, p. 1–168.